# Common Query Language
Common Query Language o contextual query language (CQL) è un linguaggio formale per rappresentare query a sistemi di tipo information retrieval come motori di ricerca, sistemi di catalogazione e collezioni digitali di cataloghi bibliografici e musei. È basato sulla semantica del protocollo di interrogazione Z39.50, l'obiettivo è quello di rappresentare le query in un modo facilmente leggibile dagli esseri umani mantenendo la potenza e l'espressività di linguaggi di interrogazione più complessi. È stato sviluppato ed è manutenuto dalla Z39.50 Maintenance Agency, parte della Library of Congress.

## Esempi di query
Query semplici:
dinosauro
"dinosauro completo"
title = "complete dinosauro"
title exact "il dinosauro completo"
query attraverso operatori booleani:
dinosauro or uccello
dinosauro and "eta glaciazione"
dinosauro not rettile
dinosauro and uccello or pterodattilo
(uccello or dinosauro) and (piume or scale)
"dinosauro piumato" and (yixian or jehol)
Query attraverso indici:
annoPubblicazione < 1980
lunghezzaDelFemore > 2.4
bioMassa >= 100
Query basate sul rapporto di prossimità tra parole in un documento:
ribs prox/distance<=5 chevrons
ribs prox/unit=sentence chevrons
ribs prox/distance>0/unit=paragraph chevrons
Query su  database dimensionali:
date within "2002 2005"
dateRange encloses 2003
Query basate su rilevanza:
subject any/relevant "fish frog"
subject any/rel.lr "fish frog"
Gli ultimi esempi utilizzano uno specifico algoritmo per la regressione lineare.